# Бабкина, Марта Ивановна
 Марта Ивановна Бабкина  (род. 8 марта 1932) — советская актриса, в 1965—1995 годах — актриса Русского драматического театра им. А. П. Чехова в городе Кишинёве. Народная артистка Молдавской ССР (1982).

## Биография
Родилась 8 марта 1932 года в Харькове.
Окончив в 1954 году Киевский театральный институт им. И. К. Карпенко-Карого поступила актрисой в Николаевский передвижной музыкально-драматический театр, после его переформирования в 1958 году перешла в Николаевский русский драматический театр им. В. П. Чкалова, где проработала два года.
В 1960—1965 годах — актриса Грозненского республиканского русского драматического театра им. М. Ю. Лермонтова в городе Грозном.
В 1965—1995 годах — актриса Русского драматического театра им. А. П. Чехова в городе Кишинёве.
Оставила сцену в 1995 году.

## Творчество
За 40 лет службы в театре сыграла много ролей, в том числе: Стелла («Трамвай желанье» Т. Уильямса), Нюрка («Братская ГЭС» Е. Евтушенко), Зоя («Пять вечеров» А. Володина) и др.
В 1982 году удостоена звания Народной артистки Молдавской ССР.
Также сыграла в нескольких фильмах, дебютировав на экране в 1959 году главной ролью:
- 1959 — Если любишь… — Галя
- 1960 — Обыкновенная история — Оксана
- 1972 — Спасённое имя — Родика